# Mickelia lindigii
Mickelia lindigii är en träjonväxtart som först beskrevs av Georg Heinrich Mettenius, och fick sitt nu gällande namn av R. C. Moran, Labiak och Sundue. Mickelia lindigii ingår i släktet Mickelia och familjen Dryopteridaceae. Inga underarter finns listade.